# نيك شميت
نيك شميت (بالإنجليزية: Nick Schmidt)‏ هو لاعب كرة قاعدة أمريكي، ولد في 10 يوليو 1985 في سانت لويس في الولايات المتحدة.

## وصلات خارجية
- نيك شميت على موقعبيزبول رفرنس.كوم (الدوري الثانوي) (الإنجليزية)
- نيك شميت على موقع مشجعي الرسوم البيانية (الإنجليزية)